# یازده دقیقه و سی ثانیه
یازده دقیقه و سی ثانیه، تله‌فیلمی است از بهروز افخمی، که برای اولین بار در بخش مسابقهٔ فیلم‌های ویدئویی ایرانیِ بیست و هفتمین دوره جشنواره فیلم فجر به نمایش درآمد.
سوژه فیلم بر اساس خاطره‌ای از یکی از فیلمبردارهای صدا و سیما است که در روزهای ابتدائی آغاز جنگ ایران و عراق در تهران رخ داده‌است.
داستان فیلم به ماجرای نطق خمینی در روز شروع جنگ و تلاش عده‌ای از تلویزیونی‌ها برای رساندن به موقع پیام برای پخش بر می‌گردد که در بین راه گره‌هایی در کارشان رخ می‌دهد.

## عوامل
- نویسنده و کارگردان: بهروز افخمی
- موسیقی متن: کوروش قرا خانلو
- بازیگران:
- یاشار افخمی
- عبدالرضا اکبری
- حامد بیسادی
- ماکان عقیلی
- امیر حسین قاسمی
- محمد پیغمبرزاده
- حسین قزلباش